# Kristen Johnston

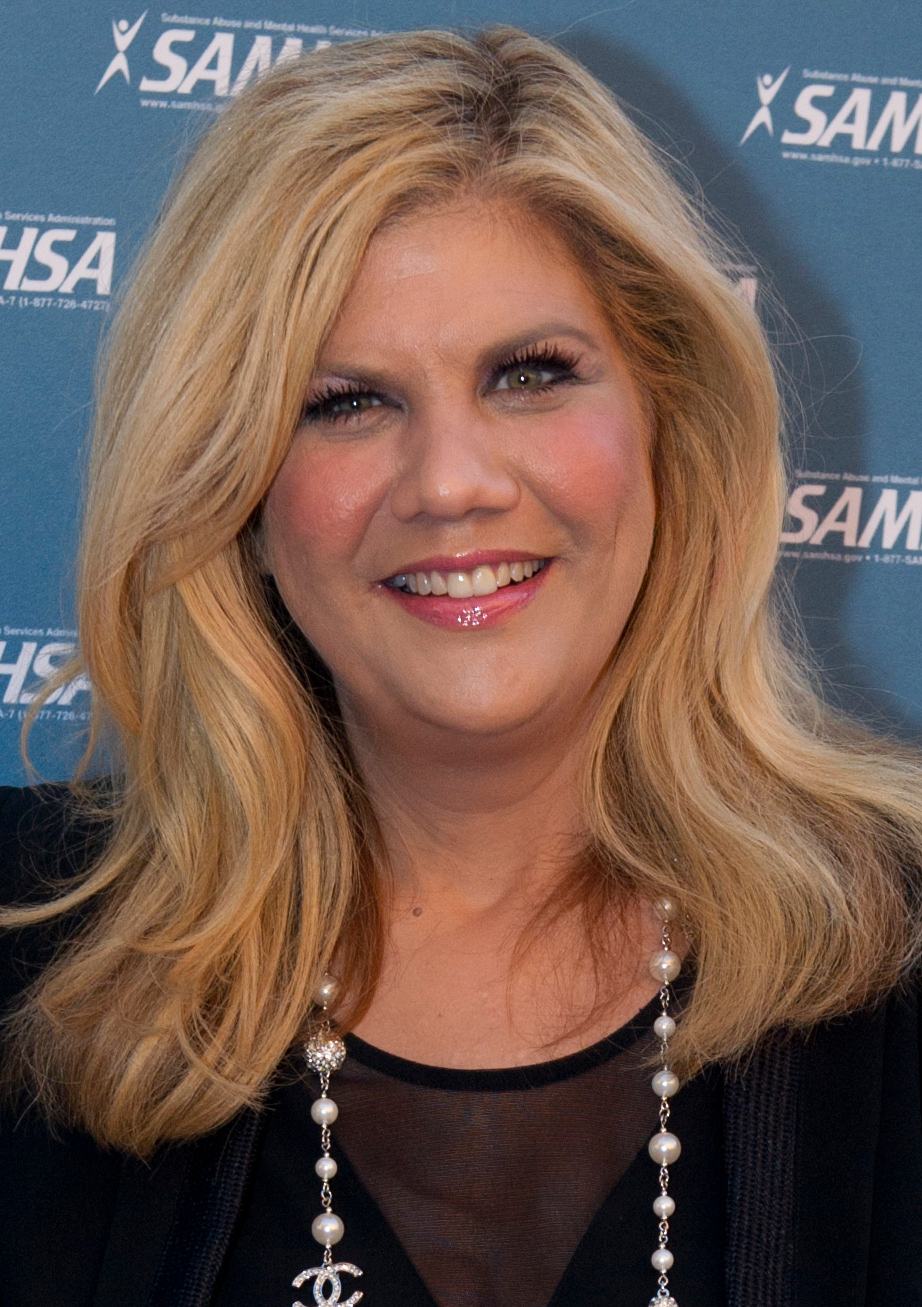
Kristen Johnston (2014)

Kristen Angela Johnston (* 20. September 1967 in Washington, D.C.) ist eine US-amerikanische Schauspielerin.

## Leben und Karriere
Johnston ist die Tochter des späteren Senators des Senats von Wisconsin Rod Johnston und einer Immobilienmaklerin. Sie wuchs in Wisconsin auf; einen Teil ihrer Jugend verbrachte sie als Austauschstudentin in Schweden und Südamerika. Nach ihrem Abschluss an der Atlantic Theater Company Acting School in New York City begann sie ihre Schauspielkarriere mit kleinen Auftritten.
1996 erhielt sie die weibliche Hauptrolle in der Serie Hinterm Mond gleich links, die sie bis 2001 spielte und die ihr gleich zweimal die begehrte Fernsehauszeichnung Emmy einbrachte.
Weiterhin absolvierte sie diverse Gastauftritte in Serien wie Sex and the City und Emergency Room – Die Notaufnahme. Von 2011 bis 2015 spielte sie die Hauptrolle der Scheidungsanwältin Holly Brooks in der Fernsehserie The Exes.
Johnston berichtete in ihrem 2012 erschienenen autobiographischen Buch Guts: The Endless Follies and Tiny Triumphs of a Giant Disaster über ihre jahrelange Alkohol- und Tablettenabhängigkeit, die sie beinahe das Leben kostete. Von 2018 bis 2021 spielte sie in der Sitcom Mom eine ehemalige Alkoholikern.
Auf dem Musikalbum No Substance der kalifornischen Punk-Rock-Gruppe Bad Religion, das 1998 erschien, ist Kristen Johnston auf dem Album-Cover als grell geschminkte Telefonsex-Dame abgebildet, die auf der rechten Brust ein durchgestrichenes Kreuz trägt, das Bandsymbol von Bad Religion.

## Filmografie (Auswahl)
- 1994: Chicago Hope – Endstation Hoffnung (Chicago Hope, Fernsehserie, Folge 1x06)
- 1995: Küß’ mich, John (Hearts Afire, Fernsehserie, Folge 3x13)
- 1995: Backfire – Die total verrückte Feuerwehr (Backfire!)
- 1996–2001: Hinterm Mond gleich links (3rd Rock from the Sun, Fernsehserie, 139 Folgen)
- 1999: Austin Powers – Spion in geheimer Missionarsstellung (Austin Powers: The Spy Who Shagged Me)
- 2000: Die Flintstones in Viva Rock Vegas (The Flintstones in Viva Rock Vegas)
- 2004: Sex and the City (Fernsehserie, Folge 6x18)
- 2005: Strangers with Candy
- 2005: Emergency Room – Die Notaufnahme (ER, Fernsehserie, 6 Folgen)
- 2007: Mitten ins Herz – Ein Song für dich (Music and Lyrics)
- 2007: Kim Possible (Fernsehserie, 3 Folgen, Stimme von Warmonga)
- 2009: Bride Wars – Beste Feindinnen (Bride Wars)
- 2009: Finding Bliss
- 2009: The New Adventures of Old Christine (Fernsehserie, Folge 4x17)
- 2009–2010: Ugly Betty (Fernsehserie, 3 Folgen)
- 2010: Bored to Death (Fernsehserie, Folge 2x01)
- 2011–2015: The Exes (Fernsehserie, 62 Folgen)
- 2011: L!fe Happens – Das Leben eben! (L!fe Happens)
- 2012: Vamps – Dating mit Biss (Vamps)
- 2012: Bad Parents
- 2014: Kristie (Fernsehserie, Folge 1x08)
- 2014: Lovesick – Liebe an, Verstand aus (Lovesick)
- 2014: Modern Family (Fernsehserie, Folge 6x09)
- 2015: Getting On – Fiese alte Knochen (Getting On, Fernsehserie, Folge 3x05)
- 2016: Thrill Ride
- 2016: TripTank (Fernsehserie, 3 Folgen, Stimme)
- 2017: Daytime Divas (Fernsehserie, 6 Folgen)
- 2017: The Mayor (Fernsehserie, Folge 1x04)
- 2018: For the Love of George
- 2018: Swiped
- 2018–2021: Mom (Fernsehserie, 57 Folgen)
- 2019: Amphibia (Fernsehserie, Folge 1x10, Stimme)
- 2019: The Wedding Year
- 2020: Small Town Wisconsin
- 2022: Our Flag Means Death (Fernsehserie, 2 Folgen)
- 2025: Leanne (Fernsehserie, 16 Folgen)

## Auszeichnungen und Nominierungen
American Comedy Award
- 1997: Nominierung als Lustigster weiblicher Nebendarsteller in einer Fernsehsendung für Hinterm Mond gleich links[4]

CableACE Award
- 1997: Nominierung als Beste Schauspielerin in einer Comedyserie für Hinterm Mond gleich links

Drama Desk Award
- 1994: Nominierung als Beste Nebendarstellerin in einem Schauspiel für The Lights[5]
- 2007: Nominierung als Beste Hauptdarstellerin in einem Schauspiel für So Help Me God![5]
- 2010: Nominierung als Beste Hauptdarstellerin in einem Schauspiel für So Help Me God![5]

Emmy Award
- 1997: Emmy als Beste Nebendarstellerin in einer Comedyserie für Hinterm Mond gleich links[6]
- 1998: Emmy-Nominierung als Beste Nebendarstellerin in einer Comedyserie für Hinterm Mond gleich links[6]
- 1999: Emmy als Beste Nebendarstellerin in einer Comedyserie für Hinterm Mond gleich links[6]

Golden Globe Award
- 1997: Nominierung als Beste Nebendarstellerin – Serie, Mini-Serie oder TV-Film für Hinterm Mond gleich links[7]

Screen Actors Guild Award
- 1997: Nominierung als Beste Darstellerin in einer Fernsehserie – Komödie für Hinterm Mond gleich links[8]
- 1997: Nominierung als Bestes Schauspielensemble in einer Fernsehserie – Komödie für Hinterm Mond gleich links (geteilt mit Kollegen)[8]
- 1998: Nominierung als Bestes Schauspielensemble in einer Fernsehserie – Komödie für Hinterm Mond gleich links (geteilt mit Kollegen)[9]
- 1999: Nominierung als Bestes Schauspielensemble in einer Fernsehserie – Komödie für Hinterm Mond gleich links (geteilt mit Kollegen)[10]

TV Guide Award
- 1997: TV Guide Award in der Kategorie „Editor’s Choice“ für Hinterm Mond gleich links (geteilt mit Kollegen)
- 2001: Nominierung als Beste Nebendarstellerin des Jahres in einer Comedyserie für Hinterm Mond gleich links[4]

Viewers for Quality Television Award
- 1997: Nominierung als Beste Nebendarstellerin einer Comedyserie für Hinterm Mond gleich links